# What It Always Is
«Lo que Siempre Es» —título original en inglés: «What It Always Is»— es el Quinto episodio de la décima temporada de la serie de televisión de horror, posapocalíptica The Walking Dead. Se transmitió en AMC en Estados Unidos el 3 de noviembre de 2019 y en España e Hispanoamérica al día siguiente fue emitido por la cadena televisiva FOX. El episodio fue escrito por Eli Jorné y dirigido por Laura Belsey.

## Trama
Hilltop todavía está lidiando con la ruptura en la cerca y el ataque periódico de los caminantes. Kelly, quien sufre una pérdida de audición, se separa de su grupo de caza, que concierne a su hermana sorda, Connie. Daryl ofrece ayudar a Connie a buscarla junto con Magna, quien ha sido laxa en sus deberes en Hilltop. Eventualmente encuentran a Kelly cerca de un montón de suministros que ella y Magna han estado tomando de Hilltop, ya que aún no confían completamente en la comunidad. Daryl acepta cubrirlos, alegando que sucedieron en los suministros, pero Yumiko discute con Magna sobre esto ya que es irrespetuoso para Hilltop. Magna le revela a Yumiko que ella mató al hombre que atacó a su primo y creó una grieta entre ellos.
Aaron, mientras patrulla, ve a Gamma llevando a un caminante al agua del río para que su sangre envenene las aguas. Gamma detecta a alguien cerca pero no ve a Aaron. Gamma informa a Alpha, quien le dice que tenga cuidado. Más tarde, cuando Gamma lleva a otro caminante al rio, se corta la mano y Aaron, que la vio, le pasa un vendaje. Ella lo toma y sale corriendo. Cuando Gamma le muestra esto a Alpha, considera que Aaron puede estar interesado en Gamma y se quita la máscara de caminante de Gamma, lo que sugiere que puede necesitar usar a otro para mantenerlo interesado.
Negan se aleja un poco de Alexandría y descubre que Brandon, quien era hijo de un ex Salvador que también vive en Alexandría, lo está siguiendo. Brandon expresa su admiración por la forma en que Negan solía ser cuando dirigía a los Salvadores y rehace el bate de Negan, Lucille, y le devuelve su vieja chaqueta de cuero, pero Negan se muestra muy reacio al tomar sus pertenencias. Los dos ayudan a rescatar a una madre y su hijo atrapados en un autobús. Negan se irrita con las constantes molestias de Brandon y le dice que se vaya, lo que hace que Brandon se vaya enojado. Negan se encariña con el niño ya que le recuerda a Carl y le promete que los guiará en la dirección correcta a Hilltop, donde él y su madre pueden vivir a salvo. Cuando Negan regresa de la recolección de leña, descubre que Brandon los ha matado a los dos, pensando que esta fue una prueba para convertirse en el guardián de Negan. Enfurecido por el asesinato sin sentido, Negan toma una piedra y golpea a Brandon en la cabeza hasta llevarlo a la muerte, luego recupera a Lucille y su chaqueta y continúa. Negan cruza deliberadamente la frontera hacia el territorio Susurrador y es atrapado por Beta.
Siddiq descubre que Ezekiel tiene cáncer de tiroides y no sabe cuánto tiempo vivirá. Aunque la abuela y el padre de Ezekiel lucharon contra la misma enfermedad, Ezekiel está convencido de que su condición es terminal en el mundo actual que carece de la medicina moderna. Siddiq contacta a Alexandria mientras planea regresar esa noche, pero hace los arreglos para que Carol venga a hablar con Ezekiel. Sin embargo, justo cuando Carol está a punto de conectarse, Ezekiel apaga la radio.

## Recepción

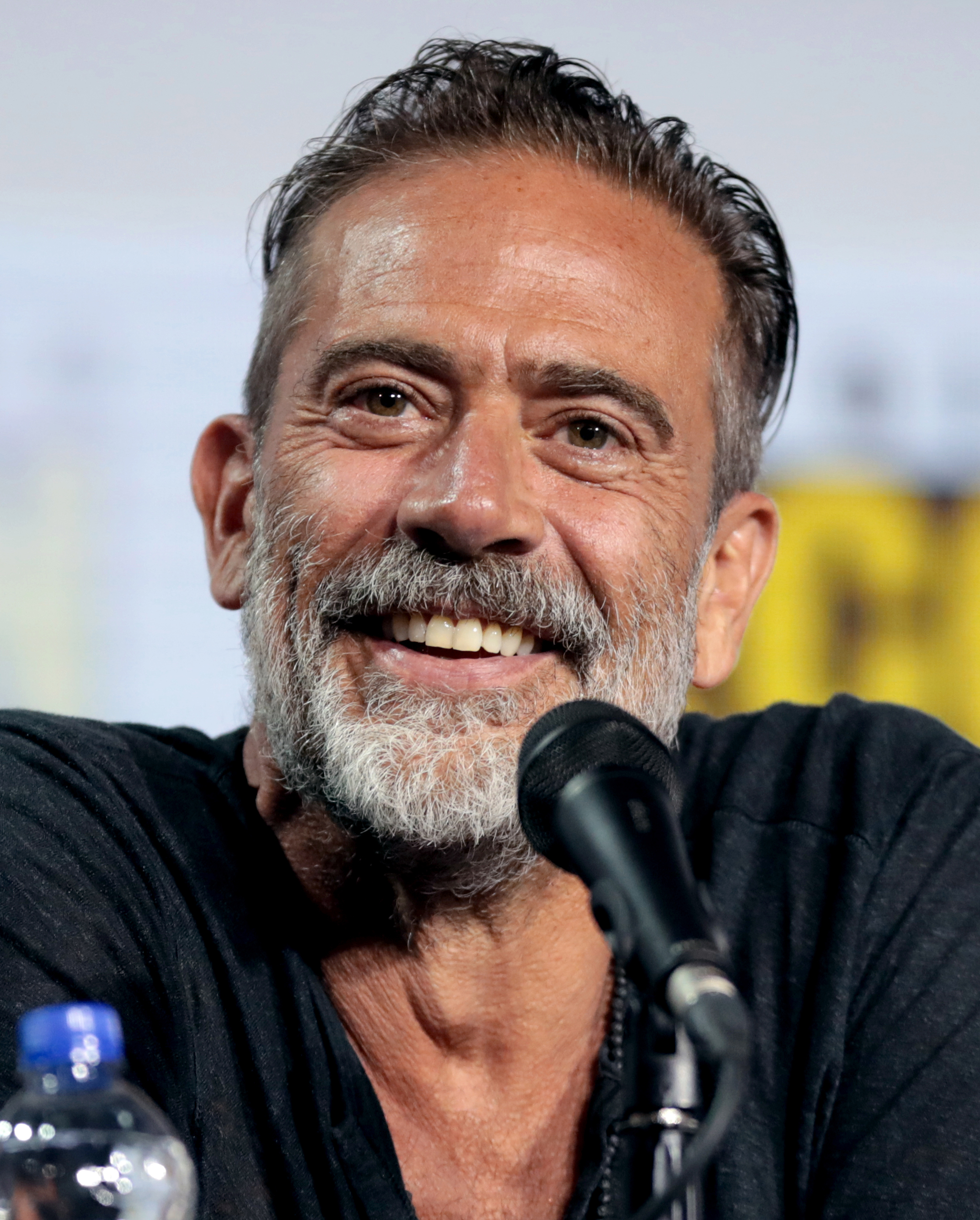
El desarrollo del personaje de Negan (Jeffrey Dean Morgan) fue muy elogiado en este episodio.

### Recepción crítica
Recibió críticas positivas de los críticos, y se elogió la actuación de Jeffrey Dean Morgan. En Rotten Tomatoes, el episodio tiene un índice de aprobación del 93% con un puntaje promedio de 6.82 de 10, basado en 14 revisiones. El consenso crítico del sitio dice: "Si bien está lleno de varios hilos de trama apasionantes, una muestra gratificante de Negan es lo que realmente hace que 'What It Always Is' sea un episodio destacado de la temporada".

### Calificaciones
"What It Always Is" recibió una audiencia total de 3.09 millones. Fue el programa de cable mejor calificado de la noche, sin embargo, disminuyó en audiencia desde la semana anterior y fue una serie baja en espectadores.